# Тибо IV (граф Шампани)
Тибо IV Шампанский, Тибаут, Тибальт (фр. Thibaut IV de Champagne; 30 мая 1201, Труа — 8 июля 1253, Памплона) — граф Шампани и Бри с рождения, король Наварры под именем Теобальдо I Великий с 1234 года. Посмертный сын графа Тибо III Шампанского и инфанты доны Бланки Наваррской, сестры короля Наварры Санчо VII Сильного.
Трувер, французский поэт, автор большого количества произведений («Пререкание», «Песнь о Крестовом походе» и т. д.), многих лирических песен о любви с музыкальным аккомпанементом, автор религиозных поэм, сирвент. Получил прозвище «принц труверов». Испытал влияние лирики Прованса. Считается, что он привёз розы во Францию.
Правнук герцогини Алиеноры Аквитанской (1121—1204), воспевал её внучку королеву Бланку Кастильскую. Бланка была матерью короля Людовика IX Святого. Сами король Франции и граф Шампани состояли в тесном родстве: дважды троюродные братья. Бланка, будучи старше Тибо IV на тринадцать лет, доводилась ему двоюродной тетей.

## Биография
В условиях зарождавшейся войны за шампанское наследство король Франции Филипп II Август в августе 1214 года принял оммаж от Тибо как графа Шампани и Бри. Таким образом, Тибо был фактически признан совершеннолетним в плане феодальных отношений. Это позволило самому Тибо лично получать оммажи от баронов Шампани и связало колебавшихся клятвой верности. Тем не менее, Тибо остался под опекой матери, которая продолжала управлять графством до 1222 года.
В 1226 году при осаде Авиньона в рамках альбигойского крестового похода двадцатичетырехлетний граф покинул короля Людовика VIII Льва. Английский хронист Роджер Вендовер (1236) писал, что Тибо «страдая от страсти» к королеве, пытался отравить короля Людовика VIII во время осады Авиньона. Бенедиктинский монах Матвей Парижский в «Большой истории Англии» подтвердил это: «Была пущена молва, что граф Тибо отравил короля ядом, потому что решил преступным путём овладеть королевой, к которой питал самые нежные чувства». Французская знать даже призывала Людовика IX вызвать шампанского графа на дуэль, мстя за смерть отца, но Бланка остановила сына. Благодаря любви и помощи Тибо, овдовевшей правительнице удалось в 1226 году победить союз мятежных баронов.
Был известным куртуазным поэтом, автором сирвент, религиозных поэм и любовных стихов. Большая часть его произведений адресована, как считают историки, королеве Бланке Кастильской.
В 1229 году, живя по приглашению королевы в Лувре, пользовался влиянием при дворе и сочинял песни.
По наследству от дяди шампанский трувер в 1234 году получил корону Наваррского королевства, где правил под именем Теобальдо I.
В 1236 году опять поддержал восстание знати, вскоре подавленное Людовиком IX.
Набожный король ответил на призыв папы римского Григория IX о Крестовом походе и возглавил французский контингент, который высадился в Акре 1 сентября 1239 года. Он прошёл на юг, чтобы напасть на египетские заставы Аскалон и Газа. Это путешествие в заморскую землю обернулось неудачей — войско разгромили недалеко от Газы 13 ноября 1239 года. С остатками войска крестоносцев Тибо возвратился в Европу в сентябре 1240 года.
В книге «Жизнь Людовика Святого» (1305—1309), написанной участником седьмого крестового похода и сенешалем Шампани Жаном де Жуанвилем (1223—1317), уделяется несколько строк для описания его сюзерена:
За королевским столом (в анжуйском Сомюре в 1241 году) лицом к графу де Дрё сидел мой господин, король Наварры, в атласном плаще и куртке, затянутой прекрасным кожаным поясом с пряжкой и в шляпе с золотым шитьем. …В дальнем конце зала стоял стол королевы-матери Бланш — лицом к тому, который занимал король.
```
- Но коль умрем мы с вами (да, к несчастью),
Любовь, как прежде, будет мучить свет
И прежней в мире пользоваться властью.
- Владычица, лишь страсть меня живит,
Хоть каждый взор ваш сердце мне и ранит;
Счастливый, что люблю, счастлив на вид,
Наружностью своей для вас я занят.
В прекрасных недостатка никогда нет,
Но лучше вас уж бог не сотворит.
Да, да! Умрем, и уж любви не станет.
```

Став королём и потеряв Шампань и Шатодён, Тибо разрывался между Наваррой и Бри. В Провене, столице графства, он разбил сад с красными розами, привезенными с Востока, вскоре ставшими известными по всей Франции как «розы Провена».
Умер 8 июля 1253 года, на несколько месяцев пережив Бланку Кастильскую, которую называли главной любовью его жизни.
```
Вот я решился у неё спросить
Довольно нежно и довольно прямо,
За что теперь я удостоен
Совсем другого взгляда.
В ответ она мне с ходу
Твердит, начав смеяться:
Я не могу вас слушать,
О, сколько ж можно петь.
Ко мне подходит ближе, и я молю:
- О, сжальтесь. – 
Она в ответ с улыбкой,
Смахнув слезу, мне шепчет:
- Не говорите, сударь, об этом никому…
```

## Брак и дети
Помолвка: в 1219 году Маргарита Шотландская (1193—1259), дочь короля Шотландии Вильгельма I Льва и Эрменгарды де Бомон. Помолвка была расторгнута.
1-я жена: с середины мая 1220 года Гертруда фон Дагсбург (1190/1205 — до 1225), вдова герцога Лотарингии Тибо I, дочь Альберта II, графа Дагсбурга и Меца, и Гертруды Баденской. Против их брачного союза выступил император Священной Римской империи Фридрих II. Бездетный брак аннулировали в 1222 году на основании близкого родства.
2-я жена: с 1222 года Аньес де Божё (ум. 11 июля 1231), дочь Гишара IV Великого, сеньора де Божё, и Сибиллы де Эно. Дети:
- Бланка (до 19 января 1225 — 11 августа 1283), инфанта Наварры с 1234; муж: с 16 января 1236 (контракт) Жан I Рыжий (1217 — 8 октября 1286), герцог Бретани с 1237

Помолвка: с 1231 года Иоланда Бретонская (1218 — 10 октября 1272), дочь Пьера I Моклерк, герцога Бретани, и его первой жены Аликсы де Туар, герцогини Бретани. Но в угоду регентше Франции Тибо разорвал помолвку, интересы юного Людовика IX не пострадали, но Шампань и Бри подверглись мстительному разгрому со стороны коалиции бретонского герцога.
3-я жена: с 22 сентября 1232 года Маргарита де Бурбон-Дампьер (1211 — 12 апреля 1256), дочь Аршамбо VIII де Бурбон-Дампьер (1189—1242) и его первой жены Гигоны де Форе. Она была регентом Шампани и Наварры в 1253—1256 годах во время малолетства их сына. Дети:
- Элеонора (ок. 1233 — в младенчестве)
- Тибо V Молодой (1239 — 4 декабря 1270), король Наварры (Тибальдо II) и граф Шампани и Бри с 1253
- Маргарита (ок. 1240 — 3 октября 1307), инфанта Наварры; муж: с 10 июля 1255 года с Ферри III (1240 — 31 декабря 1302), герцог Лотарингии
- Пьер (ум. 22 мая 1265), инфант Наварры, сеньор Мурузабала
- Беатриса (ок. 1242—1295), дама де Иль-сюр-Монреаль; муж: с ноября 1258 года (контракт) Гуго IV (9 марта 1213 — 27/30 октября 1272), герцог Бургундии
- Генрих I Толстый (ум. 22 июля 1274), король Наварры, граф Шампани и Бри (Генрих III) с 1270

Также у Тибо было несколько незаконнорождённых детей от неизвестных любовниц:
- Маргарита (Инес) Наваррская; муж: ранее 15 июля 1243 года Альваро Перес де Асагра, сеньором де Альбаррасин
- Гильермо Наваррский (ок. 1225 — до 1267), священник
- Элида Наваррская (ум. ок. 1242); возможный муж: с марта 1238 года Альваро Перес де Асагра, сеньором де Альбаррасин
- Беренгелла Наваррская, аббатиса монастыря Сан Педро де Рибас.